# The Chronic
The Chronic este albumul solo de debut al artistului hip hop american, Dr. Dre. A fost lansat pe 15 decembrie 1992 prin Death Row Records și distribuit prin Priority Records. Sesiunile de înregistrare au avut loc în iunie 1992 la studiourile Death Row din Los Angeles și la Bernie Grundman Mastering în Hollywood. Albumul este numit după un termen argotic pentru un tip de marijuana de înaltă calitate, iar coperta este un omagiu adus foițelor de rulat Zig-Zag. Albumlul a fost înregistrat de Dr. Dre ca urmare a plecăii sale din trupa N.W.A. și din casa de discuri Ruthless Records în urma unei dispute financiare și conține atacuri subtile dar și directe asupra Ruthless Records și a deținătorului acesteia, fostul membru al N.W.A., Eazy-E. Deși este un material solo, pe majoritatea pieselor se găsește și Snoop Dogg a cărui prezență avea să anunțe debutul său solo din 1993. 
La momentul lansării, The Chronic a fost bine primit de majoritatea criticilor muzicali fiind un succes și din punct de vedere al vânzărilor. Albumul a ajuns până pe locul 3 în Billboard 200 și s-a vândut în peste 3 milioane de copii facându-l pe Dr. Dre să devină unul dintre cei mai bine vânduți zece artiști muzicali ai anului 1993. The Chronic a popularizat subgenul muzicii hip hop, G-Funk dar și gangsta rapul și este văzut ca unul dintre cele mai importante și influente albume ale anilor '90 iar fanii genului îl consideră ca pe unul dintre cele mai bune materiale hip-hop din toate timpurile. În 2003, albumul a fost clasat pe locul 137 în Lista celor mai bune 500 de albume ale tuturor timpurilor stabilită de revista Rolling Stone.

## Tracklist
1. "The Chronic" (Intro) (1:57 - cu Snoop Dogg)
2. "Fuck wit Dre Day (And Everybody's Celebratin')" (4:52 - cu Snoop Dogg)
3. "Let Me Ride" (4:21 - cu Snoop Dogg)
4. "The Day the Niggaz Took Over" (4:33 - cu Snoop Dogg, RBX și Dat Nigga Daz)
5. "Nuthin' but a 'G' Thang" (3:58 - cu Snoop Dogg)
6. "Deeez Nuuuts" (5:06 - cu Snoop Dogg și Dat Nigga Daz)
7. "Lil' Ghetto Boy" (5:27 - cu Snoop Dogg)
8. "A Nigga Witta Gun" (3:53)
9. "Rat-Tat-Tat-Tat" (3:48 - cu Snoop Dogg și BJ)
10. "The $20 Sack Pyramid" (skit - 2:53)
11. "Lyrical Gangbang" (4:04 - cu The Lady of Rage, Kurupt și RBX)
12. "High Powered" (2:44 - cu RBX)
13. "The Doctor's Office" (skit - 1:04)
14. "Stranded on Death Row" (4:47 - cu Kurupt, RBX, Lady of Rage, și Snoop Dogg)
15. "The Roach" (The Chronic Outro) (4:36 - cu RBX, Emmage și Ruben)
16. "Bitches Ain't Shit" (4:48 - cu Snoop Dogg, Dat Nigga Daz și Kurupt)

## Single-uri
- "Nuthin' but a 'G' Thang" (1992)
- "Fuck wit Dre Day" (1993)
- "Let Me Ride" (1993)